# 1081 Reseda
1081 Reseda este un asteroid din centura principală, descoperit pe 31 august 1927, de Karl Reinmuth.